# Габријел Сото
Габријел Сото (шп. Gabriel Soto) мексички је глумац и фото-модел.

## Биографија
Габријел је своју каријеру започео у теленовели Вољена моја Исабел, затим су уследиле улоге у теленовелама Анђео бунтовник, Ти си моја судбина, Анђеоско лице.
Неколико пута добија улоге од Емилија Ларосе.
У Уздама љубави, пружа живот згодном фотографу.
Од Лусеро Суарез добија улогу у Драгој непријатељици.
Карла Естрада му даје улогу у теленовели Магична привлачност .
Са Давидом Сепедом се бори за љубав Сандре Ечаварије у Тајној љубави.
Игнасио Сада му 2012. даје улогу у римејку популарне Морелије из 1995.
2013. игра у хумороистичким теленовелама За љубав слободна и Богати сиромаси.
Следеће године, у теленовели враћа веру у мушки род девојци која не верује у мушкарце.

## Теленовеле
| Година:      | Српски назив:         | Оригинални назив: | Улога:                  |
| ------------ | --------------------- | ----------------- | ----------------------- |
| 2016.        | /                     |                   | Давид Роблес            |
| 2014 / 2015. | /                     |                   | Сантијаго де ла Вега    |
| 2013.        | /                     |                   | Максимилијано           |
| 2013.        | /                     |                   | гостојућа улога         |
| 2013.        | /                     |                   | Енрике                  |
| 2012.        | /                     |                   | Родриго Торесланда      |
| 2011.        | Тајна љубав           |                   | Камило Галван           |
| 2009.        | Магична привлачност   |                   | Фернандо Аланис         |
| 2008.        | /                     |                   | др Алонсо Угарте        |
| 2007.        | /                     |                   | Хуан Хосе Алварез       |
| 2006.        | /                     |                   | Давид Геновез Ордоњез   |
| 2004 / 2005. | Срце у пламену        |                   | Карлос Руиз             |
| 2002 / 2003. | Стазе љубави          |                   | Адолфо Ласкуриан        |
| 2001.        | Пријатељи и супарници |                   | Улисес Баријентос Ружни |
| 2000.        | /                     |                   | Рохелио Алвадо          |
| 2000.        | Ти си моја судбина    |                   | Николас                 |
| 1999.        | /                     |                   | Владимир                |
| 1996 / 1997. | /                     |                   | Хуан                    |

## Филмови
| Година: | Српски назив: | Оригинални назив: | Улога: |
| ------- | ------------- | ----------------- | ------ |
| 2007.   | /             |                   | /      |

## Позориште
| Година: | Оригинални назив: | Улога:          |
| ------- | ----------------- | --------------- |
| 2016.   |                   | /               |
| 2010.   |                   | Фернандо Аланис |

### Награде ТВиНовеласа
| Година: | Категорија:                              | Теленовела: | Резултат: |
| ------- | ---------------------------------------- | ----------- | --------- |
| 2015.   | Најбољи главни глумац                    |             | Номинован |
| 2013.   | Најбољи главни глумац                    |             | Номинован |
| 2010.   | Најбоља мушка споредна улога и ко-звезда |             | Номинован |
| 2005.   | Најбољи главни глумац                    |             | Номинован |
| 2003.   | Најбољи споредни глумац                  |             | Номинован |
| 2002.   | Најбоље мушко глумачко откриће           |             | Добитник  |